# American Girls' Club à Paris
L'American Girls' Club à Paris (en français, « le club de filles américaines ») est une pension fondée en 1893 rue de Chevreuse et destinée aux jeunes Américaines séjournant à Paris. Elle cesse de fonctionner en 1914, au début de la Première Guerre mondiale.

## Histoire
Le pasteur William W. Newell et son épouse, préoccupés du bien-être des jeunes étudiantes américaines séjournant à Paris, pour certaines dans des conditions précaires, les recevaient pour des thés le dimanche après-midi à leur domicile de la rue de Rennes. Grâce à l'appui financier d'Elizabeth Mills Reid, dont l'époux, Whitelaw Reid, propriétaire du Herald Tribune, est alors ambassadeur des États-Unis en France, les Newell louent en 1890 un appartement qui permettait de proposer un salon de thé et une bibliothèque avec des journaux et livres en anglais. William W. Newell, quant à lui, tenait un service religieux le dimanche, suivi d'une courte réception. Lorsque le bâtiment qui accueillait auparavant la pension Keller, situé au 4 rue de Chevreuse dans le 6e arrondissement de Paris, se libère, Elisabeth Reid l'achète. Le  bâtiment, choisi pour sa proximité avec les écoles d'art parisiennes, possède une quarantaine de chambres, un jardin et des pièces utilisables pour des activités sociales.  
L'American Girls' Club à Paris est fondé en septembre 1893, afin de fournir « un lieu de rencontre et de socialisation » pour les jeunes Américaines,,,. Le bâtiment comporte deux ailes perpendiculaires au corps central, le quatrième côté consistant en un jardin. Une chapelle, « St. Luke’s-in-the-Garden », en fonction de 1892 à 1929, est installée dans le jardin arrière. 
L'American Girls' Club accueille de jeunes femmes américaines, âgées de dix-huit à quarante ans qui payent 30 $ par mois pour une pension complète. Il fait aussi office de club pour les Américaines non-résidentes. Le thé est servi entre 16 h et 17 h, des cours du soir en français sont proposés pour un franc par jour. S'y ajoute une bibliothèque qui dispose de journaux américains. Les pensionnaires sont souvent élèves à l'Académie Julian ou à l'Académie de la Grande-Chaumière. 
Le club ferme au début de la Première Guerre mondiale et est converti en hôpital de la Croix-Rouge américaine. Il prend son nom actuel de Reid Hall en 1928. Le bâtiment appartient à l'université Columbia.

## Galerie

American Girls' Club
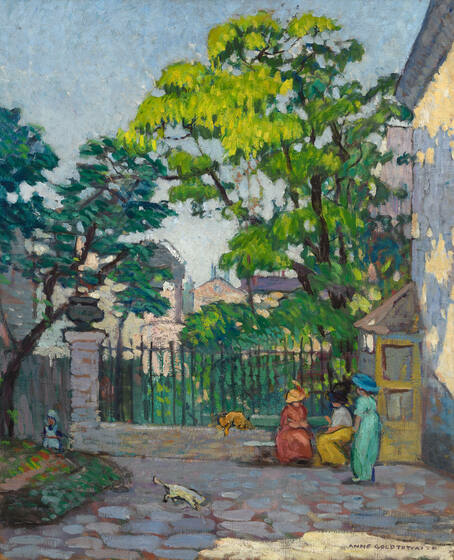
Vue extérieure en 1908.
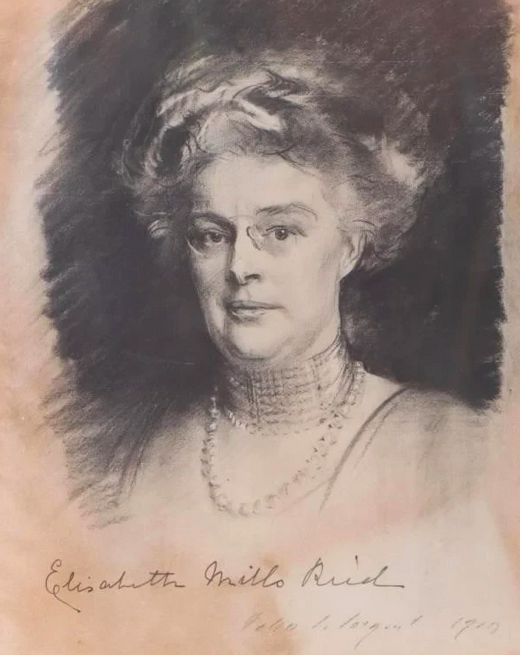
Portrait d'Elizabeth Mills Reid (1912).